# اريك فورست
اريك فورست هو موسيقي كندي، ولد في 1970 في تورونتو في كندا.